# Scopula compressaria
Scopula compressaria är en fjärilsart som beskrevs av W. Warren 1900. Scopula compressaria ingår i släktet Scopula och familjen mätare. Inga underarter finns listade.